# Sin (DC Comics)
Sin es un personaje ficticio que aparece en los cómics estadounidenses publicados por DC Comics. Apareció por primera vez en Birds of Prey #92 (mayo de 2006) y fue creada por Gail Simone (guionista) y Paulo Siqueira (artista).
Sin apareció como un personaje recurrente en la serie de televisión Arrow de The CW ambientada en el Arrowverso, interpretada por Bex Taylor-Klaus.

## Biografía ficticia
Sin fue introducida cuando Canario Negro hizo un trato con Lady Shiva. Cambiarían de vida durante un año, en el que Dinah entrenaría como lo había hecho Lady Shiva, mientras que la propia Shiva tomó su puesto con Oráculo y las Aves de Presa. Durante el entrenamiento de Dinah, llegó a un pueblo en Asia, que estaba gobernado por una maestra de artes marciales conocida simplemente como Madre. A Dinah se le permitió ser entrenada por la cruel matriarca, aunque a menudo se trataba de un horrible abuso mental y físico.
Mientras estaba allí, Dinah conoció a una niña llamada Sin (el nombre puede haber sido creado para deshumanizar a Sin; mientras entrenaba allí, Dinah recibió el nombre de "Tag", que significa "cerdo"). Sin estaba siendo preparada para convertirse en la próxima Lady Shiva, luego de la muerte de la actual. Sin y Dinah desarrollaron un vínculo inmediato que bordeaba el de hermana y madre/hija. Cuando Dinah se cansó de Madre y su entrenamiento, decidió irse y llevarse a Sin con ella. Madre intentó detenerla, pero no fue rival para Dinah.
Al regresar a Metrópolis con Sin, Dinah le presentó a Sin a sus amigas en las Aves de Presa, quienes se enamoraron de la niña. Comenzaron a enseñarle las maravillas del mundo occidental y a educarla en inglés y en insultos (en ocasiones se dirigía a Helena como "solterona"). Con el tiempo, Dinah comenzó a cuestionar su vida como miembro de las Aves de Presa, ahora que tenía una hija que cuidar. Después de varias misiones, decidió dejar el equipo para criar a Sin a tiempo completo. Esto resultaría difícil después de que Dinah se reincorporara a la Liga de la Justicia.
En la miniserie Black Canary, la Liga de Asesinos intenta secuestrar a Sin, viendo a la prodigio de las artes marciales como una mesías que podría unir a su grupo dividido y sin líder. En un intento por salvar a Sin de la Liga, Green Arrow finge la muerte de la niña. Aunque la decisión le duele, le oculta la verdad a Dinah para que su dolor sea real y convincente para sus enemigos. Dinah luego se entera de la supervivencia de su hija adoptiva.
Sin pasa a vivir entonces en un monasterio aislado, para mantenerla a salvo de la Liga de Asesinos y otros que explotarían su don intuitivo para las artes marciales. Dinah hace viajes ocasionales para visitarla, aún desempeñando el papel de madre a tiempo parcial.

## En otros medios
Sin aparece en la temporada 2 de Arrow interpretada por Bex Taylor-Klaus. En la serie, ella es una adolescente caucásica astuta en lugar de china de los Glades, un barrio pobre en Starling City, que es confidente y compañera de Sara Lance, alias Canary (Caity Lotz). Esta versión del personaje se llama Cindy, pero se la conoce como Sin para abreviar. Debutando en "Broken Dolls", aparentemente Sara la salvó de que unos hombres la atacaran y así fue como las dos se hicieron amigas. Después de que Arrow le pide a Roy Harper que encuentre a Canary, Roy usa un contacto para llevarlo hasta Sin. Después de una persecución, Roy finalmente encuentra a Canary, pero es capturado por ella y Sin, quien pensaban que había sido enviado por la Liga de Asesinos. Posteriormente Roy es liberado después de que Canary descubre que Roy está conectado con la familia Queen, y así la vigilante se da cuenta de que Roy fue enviado por Arrow. Más tarde, Sin recibe un disparo en un evento de armas de fuego en el episodio "Crucible" y Roy acude en su ayuda. 
Los dos siguen siendo amigos y ella acude a él en busca de ayuda para encontrar a un amigo que resulta que fue asesinado por el Hermano Sangre en el episodio "El científico". Más tarde aparece en la habitación de Thea después de que Arrow salvó a Roy de Blood y es la primera persona fuera del Equipo Arrow en conocer la nueva superfuerza de Roy en "Blind Spot". Ella acepta ayudarlo a usarlo para proteger la ciudad y atrae al "Apuñalador de Starling" para que Roy pueda derrotarlo. En el proceso, Roy casi lo mata y cuando ella intenta intervenir, él la empuja dejándola herida.
Inmediatamente se recupera y en el hospital ella comenta cómo casi lo matan y cómo Roy perdió el control. En "Time of Death", Sin se reúne con Sara después de que ella regresa y considera a Sara como su hermana mayor. Sara tiene un recuerdo de la isla y recuerda cuando ella, Oliver y Slade Wilson fueron testigos de cómo el Dr. Ivo derribaba un avión. Mientras los muchachos se apresuran a conseguir suministros médicos, Sara se queda con el piloto y él se revela como el padre de Sin, y le pide a Sara que la cuide, aunque no se revela que Sin es su hija hasta el presente cuando Sara está mirando la foto que le dio el padre de Sin. Sara no le reveló a Sin la conexión pasada con su padre y su muerte, dejándola creer que su padre la abandonó. En "Seeing Red", Sin vuelve a encontrar a Roy completamente bajo la influencia del mirakuru. Ella intentó evitar que varias personas atacaran a Roy, ya que malinterpretaron la situación. Roy luego empuja a Sin al suelo y luego habla con Sara sobre su comportamiento problemático. Sin regresa en el episodio de la tercera temporada "Uprising", en el que Canario Negro, Arsenal, Wildcat y John Diggle se enfrentan a Danny Brickwell y sus hombres. Durante ese tiempo, se da cuenta de que Black Canary no es Sara (quien había sido asesinada por Malcolm Merlyn en "The Calm") e informa sobre esto a su padre Quentin Lance. Más tarde, Sin hace un cameo como una de las muchas personas asociadas con Green Arrow a lo largo de su carrera que dan entrevistas para el documental sobre crímenes reales "Arquero Esmeralda", en el episodio del mismo nombre.